# Principe de précaution

Dessin humoristique illustrant le principe de précaution.

Le principe de précaution est une disposition définie et entérinée lors du sommet de Rio de 1992. Elle déclare qu’en l'absence, à un moment donné, de certitudes, due à un manque de connaissances techniques, scientifiques ou économiques, il convient malgré tout de prendre des mesures de gestion des risques afin de prévenir des dommages potentiels graves sur l'environnement et la santé.
Plusieurs affaires et débats ont favorisé son déploiement en tant que principe : les OGM, le bisphénol A, le sang contaminé. Ces affaires ont conduit de nombreux pays à inscrire ce principe dans leurs droits nationaux.
Pour un article plus général, voir Gestion des risques sociétaux.

## Origine
Paul Berg, prix Nobel de chimie, a organisé en 1975 la conférence d'Asilomar, qui appelait à un moratoire sur les manipulations génétiques afin d'éviter que des bactéries génétiquement modifiées puissent se disperser dans l'environnement : cela établissait le principe de précaution, une première pour des scientifiques qui s'étaient interrogés eux-mêmes sur la continuation de leurs recherches et expérimentations.
Le principe de précaution est formulé pour la première fois dans un sens autre que scientifique, en 1992, dans le principe 15 de la Déclaration de Rio :

« En cas de risque de dommages graves ou irréversibles, l'absence de certitude scientifique absolue ne doit pas servir de prétexte pour remettre à plus tard l'adoption de mesures effectives visant à prévenir la dégradation de l'environnement. »

En France, la loi Barnier de 1995, codifiée dans code de l'environnement, précise dans une seconde formulation, que « l'absence de certitudes, compte tenu des connaissances scientifiques et techniques du moment, ne doit pas retarder l'adoption de mesures effectives et proportionnées visant à prévenir un risque de dommages graves et irréversibles à l'environnement à un coût économiquement acceptable. » Ainsi, la France a ajouté à la définition de Rio les notions de réaction « proportionnée » et de « coût économiquement acceptable ».
La Charte de l'environnement de 2004 a modifié pour la troisième fois cette formulation, en lui donnant un sens sensiblement différent (cf son article 5). Cette charte a été intégrée dans la Constitution française en 2005. Les autorités publiques sont ainsi tenues d'appliquer le principe de précaution, qui est devenu un principe d'action et non d'inaction : face à l'incertitude, il faut développer des programmes de recherche pour lever le doute. La science reste donc une réponse mais susceptible de devoir être approfondie au nom de ce principe afin de lui faire mener des études complémentaires.
L'interprétation du principe reste difficile et controversée. Au sens juridique du terme, le principe de précaution provient du droit de l'environnement et du droit de la santé, ayant été développé à la suite d'affaires telles que celle du sang contaminé ou de la « vache folle ».
Ce principe existait à différents degrés dans les chartes et les conventions internationales comme dans certaines lois nationales. Ce sont les domaines de la santé et de la santé environnementale (comme la question du réchauffement climatique ou des zoonoses ou maladies infectieuses émergentes) qui fournissent l'essentiel des sujets d'inquiétudes « graves » et « irréversibles » et donc de la matière d'application de ce principe, mais la crise économique a aussi reposé la question de la précaution dans la gouvernance de l'économie, des bourses et des banques.

## Prudence, prévention et précaution
Prévention et précaution représentent deux approches de prudence face au risque :
- La prévention vise les risques avérés, ceux dont l'existence est démontrée ou suffisamment connue, de façon empirique, pour que l'on puisse en estimer la fréquence d'occurrence. Le fait d'être probabilisable rend le risque assurable. Exemples : le risque nucléaire, l'utilisation de produits tels que l'amiante, etc.
- La précaution vise les risques hypothétiques, non encore confirmés scientifiquement, mais dont la possibilité peut être identifiée à partir de connaissances empiriques et scientifiques. Exemples : le développement des organismes génétiquement modifiés, les émissions des téléphones portables, le génie génétique et les nanotechnologies[9].

## Philosophie
Le terme « précaution » dérive du latin « praecavere » signifiant « se tenir sur ses gardes, prendre ses précautions ». Dans l'Antiquité romaine, la précaution est la conséquence effective d'une vertu générale, la prudence.
Les prémices modernes du principe de précaution viennent d’Allemagne, dans le courant des années 1970 : Vorsorgeprinzip (« principe de prévoyance » ou « principe de souci »). Il est popularisé par le philosophe Hans Jonas dans Le Principe responsabilité (1979). Pour Jonas, la puissance technologique moderne pose de nouveaux problèmes éthiques. Les hommes doivent ainsi exiger le risque zéro de conduire à la destruction des conditions d'une vie authentiquement humaine sur Terre. Jonas entend s'opposer à ceux qui considèrent la Terre et ses habitants comme un objet avec lequel toutes les expérimentations sont possibles, sur le plan juridique comme sur le plan moral.
Le principe est un impératif catégorique formulé de quatre manières :
- « Agis de façon que les effets de ton action soient compatibles avec la permanence d'une vie authentiquement humaine sur terre » ;
- « Agis de façon que les effets de ton action ne soient pas destructeurs pour la possibilité future d'une telle vie » ;
- « Ne compromets pas les conditions pour la survie indéfinie de l'humanité sur terre » ;
- « Inclus dans ton choix l'intégrité future de l'homme comme objet secondaire de ton vouloir ».

Cette « heuristique de la crainte » (ou « heuristique de la peur »), n'est pas pour Jonas un encouragement à l'abstention, l'immobilisme ou la panique, mais un moteur de la réflexion rationnelle : « le savoir devient une obligation prioritaire ». Elle se pose en alternative éthique à l'enthousiasme et la naïveté que l'innovation technologique peut susciter. Répondant à l'utopie du Progrès technique, son rôle est d'en évaluer les coûts.

## Droit

### Au niveau international
Dès 1972, la Conférence mondiale sur l'environnement de Stockholm, organisée dans le cadre des Nations unies, a posé les premiers droits et devoirs dans le domaine de la préservation de l’environnement. Ainsi, le principe 1 de la déclaration de Stockholm énonce :

« L'homme a un droit fondamental à la liberté, à l'égalité et à des conditions de vie satisfaisantes, dans un environnement dont la qualité lui permette de vivre dans la dignité et le bien-être. Il a le devoir solennel de protéger et d'améliorer l'environnement pour les générations présentes et futures. »

Dans les années 1980, la Convention de Vienne sur la protection de la couche d'ozone (1984) et la 2e conférence internationale sur la protection de la mer du Nord (1987) font une mention explicite du principe de précaution.

### Dans l'Union européenne
Le principe de précaution est introduit en 1992 dans le Traité de Maastricht (art. 130R devenu 174 avec le Traité d'Amsterdam) qui donne à l'Union européenne l'objectif de promouvoir une croissance soutenable en respectant l'environnement, et qui précise notamment que ce principe s'applique aussi à la « protection de la santé des personnes »,.

« La politique de la Communauté […] vise un niveau de protection élevé […]. Elle est fondée sur le principe de précaution et d’action préventive, sur le principe de correction, par priorité à la source, des atteintes à l’environnement et sur le principe du pollueur-payeur. »

Le principe de précaution qui était un concept philosophique évolue ainsi vers la norme juridique.
La Commission européenne, dans sa communication du 2 février 2000, sur le recours au principe de précaution, définit ainsi des lignes directrices :
- Le principe de précaution ne peut être invoqué que dans l'hypothèse d'un risque, il ne peut en aucun cas justifier une prise de décision arbitraire. Le recours au principe de précaution n'est donc justifié que lorsque trois conditions préalables sont remplies :
  - l'identification des effets potentiellement négatifs,
  - l'évaluation des données scientifiques disponibles,
  - l'étendue de l'incertitude scientifique.
- Les mesures résultant du recours au principe de précaution peuvent prendre la forme d'une décision d'agir ou de ne pas agir. Lorsque agir sans attendre plus d'informations scientifiques semble la réponse appropriée, cette action peut prendre diverses formes : adoption d'actes juridiques susceptibles d'un contrôle juridictionnel, financement d'un programme de recherche, information du public quant aux effets négatifs d'un produit ou d'un procédé, etc.
- Trois principes spécifiques devraient guider le recours au principe de précaution :
  - la mise en œuvre du principe devrait être fondée sur une évaluation scientifique aussi complète que possible. Cette évaluation devrait, dans la mesure du possible, déterminer à chaque étape le degré d'incertitude scientifique ;
  - toute décision d'agir ou de ne pas agir en vertu du principe de précaution devrait être précédée par une évaluation du risque et des conséquences potentielles de l'absence d'action ;
  - dès que les résultats de l'évaluation scientifique ou de l'évaluation du risque sont disponibles, toutes les parties intéressées devraient avoir la possibilité de participer à l'étude des diverses actions envisageables.
- Outre ces principes spécifiques, les principes généraux d'une bonne gestion des risques restent applicables lorsque le principe de précaution est invoqué. Il s'agit des cinq principes suivants :
  - la proportionnalité entre les mesures prises et le niveau de protection recherché ;
  - la non-discrimination dans l'application des mesures ;
  - la cohérence des mesures avec celles déjà prises dans des situations similaires ;
  - l'examen des avantages et des charges résultant de l'action ou de l'absence d'action ;
  - le réexamen des mesures à la lumière de l'évolution des connaissances scientifique (principe révisable)[21].

La jurisprudence de la Cour de justice de l'Union européenne dit que le principe de précaution justifie l’adoption de mesures restrictives uniquement quand il s’avère impossible de déterminer avec certitude l’existence ou la portée du risque allégué en raison de la nature insuffisante, non concluante ou imprécise des résultats des études menées, mais que la probabilité d’un dommage réel persiste dans l’hypothèse où le risque se réaliserait.

### Au Canada
Au Canada, les militants écologistes qui veulent faire cesser une atteinte à l'environnement vont souvent tenter d'obtenir une injonction devant une Cour supérieure provinciale, qui est un remède en equity pour obliger une personne à faire ou ne pas faire qqch. Or, la difficulté pour les écologistes qui plaident le principe de précaution devant le tribunal est que l'injonction a des critères bien définis qui se heurtent fréquemment au principe de précaution : il ne suffit pas qu'une atteinte à l'environnement soit simplement probable ou envisageable dans un futur lointain pour obtenir une injonction finale, il faut faire la preuve que dans une avenir très proche, il y a une forte probabilité d'une atteinte sérieuse à un droit si aucune injonction n'est accordée. À titre d'exemple, dans l'affaire Palmer c. Nova Scotia Forest Industries, des citoyens tentent de convaincre un juge d'interdire l'épandage de 2,3,7,8-Tétrachlorodibenzo-p-dioxine sur un terrain en Nouvelle-Écosse en plaidant que le produit est toxique et que par précaution, il faut éviter son utilisation. Bien que le juge accepte que le produit est toxique pour l'humain, il est d'avis que compte tenu des concentrations du produit dans les circonstances précises de l'affaire, les demandeurs n'ont pas fait la preuve d'une « forte probabilité » de risque d'atteinte à la santé, et il rejette en conséquence la demande d'injonction.
Toutefois, ce rejet implicite du principe de précaution pour des raisons de preuve concerne surtout la common law en matière de demandes d'injonction; il existe par ailleurs des lois canadiennes fédérales et provinciales statutaires qui reconnaissent explicitement le principe de précaution. À titre d'exemple, la Loi canadienne sur la protection de l’environnement affirme dans son préambule que le gouvernement du Canada « s’engage à adopter le principe de précaution ». L'article 31.76 de la Loi sur la qualité de l’environnement du Québec  rend obligatoire la prise en compte du principe de précaution en matière de prélèvement d’eau.

### En France
Le 2 février 1995, la loi Barnier de renforcement de la protection de l’environnement a inscrit le principe de précaution dans le droit interne. Il s’agit du principe

« selon lequel l’absence de certitudes, compte tenu des connaissances scientifiques et techniques du moment, ne doit pas retarder l’adoption de mesures effectives et proportionnées visant à prévenir un risque de dommages graves et irréversibles à l’environnement, à un coût économiquement acceptable. »

Le Conseil d’État a fait application de ce principe. Dans son arrêt « Association Greenpeace France » du 25 septembre 1998, il a prononcé sur ce fondement un sursis à exécution d’un arrêté du ministère de l’Agriculture et de la Pêche qui autorisait la commercialisation de variétés de maïs génétiquement modifié.
Au Sommet de la Terre de Johannesburg, la France a résumé sa position (qui s'appuie sur la science, tout en tenant compte de ses limites) dans une note reprenant le principe tel qu'énoncé à Rio.
En février 2005, le Parlement réuni en Congrès a inscrit dans la Constitution la Charte de l'environnement, installant par là même le principe de précaution (art. 5) au niveau le plus élevé de la hiérarchie des normes juridiques, mais dans une rédaction différente, plus précise en ce qu'elle définit qui doit faire quoi, alors que les versions antérieures restent floues avec une forme de phrase passive et négative :

« Lorsque la réalisation d'un dommage, bien qu'incertaine en l'état des connaissances scientifiques, pourrait affecter de manière grave et irréversible l'environnement, les autorités publiques veilleront, par application du principe de précaution, et dans leurs domaines d'attribution, à la mise en œuvre de procédures d'évaluation des risques et à l'adoption de mesures provisoires et proportionnées afin de parer à la réalisation du dommage. »

Le Comité de la prévention et de la précaution (CPP) (institué par l’arrêté ministériel du 30 juillet 1996) a trois missions principales :
- contribue à mieux fonder les politiques du Ministère chargé de l’environnement sur les principes de prévention et de précaution ;
- exerce une fonction de veille, d’alerte et d’expertise pour les problèmes de santé liés aux perturbations de l’environnement ;
- fait le lien entre, d’une part, les actions de recherche et la connaissance scientifique et, d’autre part, l’action réglementaire.

Le principe de précaution en ce qui concerne l'environnement, selon la loi française, s'impose à toutes les administrations, c'est-à-dire à l’État, aux collectivités territoriales et à tous les établissements publics. L’article 5 de la Charte de l’environnement de 2004 précise que l’État et les collectivités locales ne devront appliquer le principe de précaution que dans les domaines qui relèvent de leurs attributions respectives (= compétences spéciales),. Ainsi, un maire ne pourrait interdire par arrêté la culture d’OGM dans sa commune, car cette compétence relève du préfet (donc l’État) qui a le pouvoir de police spéciale exclusive en ce qui concerne le principe de précaution. A contrario, leur éventuelle carence fautive à ne pas agir ne peut être mise en cause sur le fondement du principe de précaution. Un citoyen peut saisir les tribunaux administratifs s’il estime que l’État ou les collectivités territoriales n’ont pas pris les mesures nécessaires. Toutefois, seules les autorités publiques sont responsables (et non les entreprises ou les particuliers) et uniquement dans leurs domaines d’attribution.
Une proposition de loi a été publiée en novembre 2014 sur le site de l'Assemblée nationale pour remplacer dans la Constitution le principe de précaution par un principe d'innovation responsable, « composé à la fois du principe d'innovation et de celui de responsabilité ». Les élus de droite promoteurs de cette proposition ajoutent que « loin d'être antinomiques, ce sont deux principes complémentaires permettant d'atteindre le même objectif : un développement économique efficace, réfléchi et pondéré face aux grands risques environnementaux » .

### Extension à la santé publique et à l'alimentation
Les récentes crises (Affaire du sang contaminé, recherche croissante de la pénalisation des fautes des responsables économiques, politiques et administratifs, vache folle, etc.) ont profondément fait évoluer le champ d’application de ce concept.
L’arrêt de la Cour de justice des Communautés européennes dans l’affaire de la vache folle en 1998 illustre cette évolution. Celle-ci a en effet débouté le gouvernement britannique qui contestait l’embargo pris en mars 1996 en indiquant qu'« il doit être admis que, lorsque des incertitudes subsistent quant à l'existence ou à la portée de risques pour la santé des personnes, les institutions peuvent prendre des mesures de protection sans avoir à attendre que la réalité et la gravité de ces risques soient pleinement démontrées ».
Par ailleurs, l'accord sur les mesures sanitaires et phytosanitaires (Accord SPS) conclu dans le cadre de l'Organisation mondiale du commerce (OMC) autorise un État membre à prendre des mesures à titre de précaution s'il considère qu'il n'existe pas de preuves scientifiques suffisantes permettant de prendre une décision définitive au sujet de l'innocuité d'un produit ou de la sécurité d'un procédé. En contrepartie, selon les termes de l'article 5 de cet accord, l'État doit engager des recherches scientifiques afin de lever l'incertitude qui motive ses précautions dans un délai raisonnable :

« Dans les cas où les preuves scientifiques pertinentes seront insuffisantes, un membre pourra provisoirement adopter des mesures sanitaires ou phytosanitaires sur la base des renseignements pertinents disponibles, y compris ceux qui émanent des organisations internationales compétentes ainsi que ceux qui découlent des mesures sanitaires ou phytosanitaires appliquées par d’autres membres. Dans de telles circonstances, les membres s’efforceront d’obtenir les renseignements additionnels nécessaires pour procéder à une évaluation plus objective du risque et examineront en conséquence la mesure sanitaire ou phytosanitaire dans un délai raisonnable. »

### Extension au domaine du risque économique
Dans le contexte de libéralisation mondialisée de la fin du XXe siècle et du début du XXIe siècle, le principe de précaution n'a pas été retenu dans le traité de Marrakech (1994) qui a institué l’Organisation mondiale du commerce (OMC).
Cependant, les accords commerciaux internationaux existants et l'Organe de règlement des différends (ORD) de l’OMC, s’appuient sur des normes internationales qui visent à ce que l'économie ne dépasse pas un seuil de risque acceptable, à la manière des seuls d'effets prouvés sur la santé humaine et moindrement sur l'environnement.
Un État souhaitant une réglementation nationale plus stricte que les normes internationales ou voulant proposer une autre mode de gestion des risques doit justifier son point de vue devant l'OMC, par les « preuves scientifiques disponibles » (mais sans introduire le principe de précaution ou d’autres considérations économiques, sociales, ou culturelles). La proportionnalité et la subsidiarité des mesures font l'objet d'importantes controverses dans le domaine des OGM, des agrocarburants et moindrement du nucléaire, pour lesquels les risques, en cas de problème, s'exprimeraient au-delà des frontières nationales.
En économie, le principe de précaution est souvent vu comme une résistance au changement et une aversion à l'incertitude élevée. Reste à savoir qui prend les risques et qui en subit les conséquences — comme l'ont montré les controverses autour des responsabilités des traders dans la crise de 2008.

## Limites et critiques du principe de précaution
Les critiques du « principe de précaution » le présentent comme une règle d’abstention généralisée, à la différence de Jonas qui réservait l'abstention au risque « total ». L'application maximaliste de ce principe peut inspirer des décisions et des actes déraisonnables, idéologie se rapprochant du populisme et connue sous le néologisme de précautionnisme. C'est notamment le cas du domaine sanitaire où le risque « total » ne s'est jamais présenté mais le principe de précaution a quand même fait l'objet de multiples controverses. Jonas recommandait de guider la décision en incluant dans l'évaluation la possibilité du « scénario du pire ».
Selon certains auteurs, le principe de précaution mal utilisé peut conduire à des blocages inutiles, qui peuvent retarder les pays qui l'appliquent dans la voie du progrès technique. Dans Les Prêcheurs de l'apocalypse, Jean de Kervasdoué déclare ainsi :

« Être prudent, analyser les risques pour tenter de les éviter, constituent de sages conseils ; mais d'avoir fait de la précaution un principe est un drame : il ne s'agit plus de tenter d'analyser des évolutions vraisemblables, compte tenu des informations disponibles, mais d'imaginer l'irréel, l'impensable, sous prétexte que les dommages causés pourraient être importants. »

Cécile Philippe de l'Institut économique Molinari regrette pour sa part qu'avec le principe de précaution on ne considère que les risques en cas d'application du progrès et que l'« on ignore les coûts à ne pas appliquer le progrès ». Elle est suivie en cela par Mathieu Laine qui y ajoute le risque qu'il y a selon lui à voir le principe de précaution décourager le progrès scientifique et donc priver la société de ses bienfaits futurs. Laine écrit ainsi dans La Grande Nurserie :

« L'histoire de l'humanité a depuis toujours été guidée par cette logique de l'essai, de la tentative et de l'erreur sans cesse corrigée pour parvenir à la vérité. Le principe de précaution annihile cette dynamique et paralyse le progrès. »

Illustration des possibles effets pervers du principe de précaution, le nombre annuel d'autorisations de mise sur le marché de nouveaux médicaments par la Food and Drug Administration a été divisé par deux entre 1998 et 2007, passant de 39 à 19. Cette baisse est due selon Philippe Guy, directeur associé au Boston Consulting Group, à la plus grande aversion au risque de la FDA, qui fait jouer le principe de précaution même quand les risques sont considérés comme faibles. Claude Le Pen, professeur d'économie de la santé, le confirme et déclare que « certains de ses dossiers seraient passés sans aucun problème il y a dix ou vingt ans ». Résultat, en raison de ces refus les coûts de lancement d'un nouveau médicament ont triplé depuis 1990 (900 millions de dollars contre 300), ce qui réduit l'incitation à la recherche de nouveaux traitements.
Jean-Pierre Dupuy, Mark Hunyadi et Jean-Christophe Mathias affirment la vacuité de la précaution dans le traitement des questions sanitaires et environnementales, au motif que la recherche scientifique et la décision politique ne sont pas du même ordre. Par exemple, le refus du clonage ne saurait être fondé sur l'incertitude scientifique du résultat, car si une soi-disant certitude venait à apparaître à ce sujet, le clonage pourrait alors devenir acceptable; or, ce qui fait qu'il ne l'est pas ne tient nullement à une approche scientifique, mais simplement à l'idée que l'on se fait de l'être humain. Autrement dit, si le principe de précaution ne sert à rien, c'est parce qu'il ne permet pas une approche symbolique, et donc véritablement politique des problèmes de ce type.
Dans l'essai Politique de Cassandre, Jean-Christophe Mathias met ainsi en évidence que

« la responsabilité politique ne consiste à intervenir ni en aval de la catastrophe comme nous y oblige le développement techno-scientifique, ni en amont de la catastrophe et en aval des causes de cette catastrophe comme nous y incite le principe de précaution, mais en amont des causes de la catastrophe. »

Le prospectiviste Jean-Jacques Salomon note que la quarantaine a été le premier moyen efficace de bloquer les épidémies, et qu'elle a précédé la compréhension de la nature du phénomène de contagion. Il propose que le principe de précaution soit une sorte de quarantaine à certaines innovations ou à certaines activités, en prenant en compte l'irréversibilité de leurs effets non prévisibles, ce qui renoue avec la prudence antique, dont Aristote disait qu'elle fait de celui qui la pratique non pas un peureux, mais au contraire « un valeureux ».
À l'encontre de ces perspectives, le philosophe Jean-Pierre Dupuy (Pour un catastrophisme éclairé, Seuil, 2002) reprend à son compte la conception jonasienne, en mettant en évidence que le problème qui se pose dans la réflexion sur les questions environnementales n'est pas celui de l'incertitude mais celui de la croyance. En effet, bien que l'on soit presque certains de la future catastrophe, on ne veut pas y croire.
Dans la même lignée, Jean-Christophe Mathias jette les bases d'une théorie républicaine de la catastrophe, en montrant que la conception de Jonas mène à l'exigence d'une politique du « veto » applicable à l'ensemble des processus technologiques (Politique de Cassandre, Sang de la Terre, 2009). Pour Dupuy comme pour Mathias, l'argument qui consiste à faire passer la conception catastrophiste pour une solution d'inaction se trompent, car cette dernière est au contraire une théorie active de l'action politique.
Enfin, pour le philosophe Dominique Lecourt, ce sont deux conceptions de l’homme qui se font face. D’où la passion toujours prête à ressurgir. D’un côté, la conception moderne de l’explorateur de l’inconnu qui voit dans l’audace, et le goût du risque, le trait le plus précieux de la condition humaine, par définition aventureuse. De l’autre, la conception de l’homme précautionneux, être de désillusion, qui ne pense la responsabilité qu’en termes de culpabilité ; qui cherche non à imaginer notre avenir mais à le maîtriser comme s’il devait être le simple prolongement du présent. Pour lui, le principe de précaution s’inscrit dans le contexte plus général des discours apocalyptiques de gauche et de droite qui philosophent à bon compte sur les menaces qui pèseraient sur l’existence même de l’espèce humaine et en tirent des conclusions immobilistes. De là, le soupçon qu’on fait « de principe » peser sur les chercheurs, et, accessoirement, sur les industriels. De là, surtout la tentation de traduire cette philosophie en règles juridiques ou para-juridiques.

## Champs d'application du principe de précaution
Le principe de précaution n’est pas une solution à l’incertitude scientifique, mais un processus interactif régulier entre action et connaissance. Plutôt qu'une règle figée, il fournit des repères (abstraits ou concrets) périodiquement questionnés. Il n'évite pas de solliciter le jugement au cas par cas.
Il repose sur des valeurs éthiques (dont éthique environnementale, éthique scientifique, bioéthique…) et économiques (éthique des affaires, ou simple recherche d'efficience économique, impliquant de ne pas gaspiller les ressources, financières et humaines notamment) : il est bon de se soucier précocement de risques hypothétiques de dommages graves dans le but de les prévenir, et de donner des directions à l’action de prévention, avec des mesures effectives et proportionnées.
Il ne vise pas à montrer davantage de prudence dans la prévention, voire à devenir précautionneux, mais à se saisir de façon précoce du risque ; de manière identique, la prévoyance relève d’une démarche générale de prévention (face à un risque avéré, mais dont la réalisation est aléatoire). Il vise à se prémunir des conséquences possibles d’un sinistre, comme on le fait dans un contrat d’assurance.
Deux bornes balisent ce domaine : la recherche proactive d’une certitude sur l’existence et la grandeur du risque, et à l'opposé l’ignorance. Si l’on peut convenir que dans l’ignorance on ne va pas agir dans le domaine de la gestion des risques, il existe néanmoins des règles communes aux principes de précaution et de prévention : identifier, évaluer et graduer le risque.
En l’absence de certitudes sur les phénomènes de base et sur l’existence du danger, le risque est hypothétique. Cependant, bien que non avéré, cela ne signifie pas qu’il peut être considéré comme très peu probable, voire négligeable. Il s’agit d’une possibilité identifiée de risque dont on ne connaît pas précisément encore la probabilité. Par conséquent, le champ d'application du principe de précaution serait, en théorie illimité.

## Applications et rejets du principe de précaution

### Trou dans la couche d'ozone
Avant les années 1980, le principe de précaution est un concept philosophique peu connu. On observe néanmoins son application dans la gestion des émissions de chlorofluorocarbures (CFC).
À partir des années 1970, des chercheurs étudient les liens entre l'émission de CFC et l'amincissement de la couche d'ozone. Les modèles construits présentent beaucoup d'incertitude et rendent difficile une évaluation à long terme. Les conséquences sur la vie terrestre sont mal connues.
En 1977, un amendement au Clean Air Act américain interdit la vente des CFC et l'arrêt de leur production. Il précise que « la preuve empirique de la destruction de l'ozone n’était pas requise pour activer une action réglementaire ».
En 1981, le Programme des Nations unies pour l'environnement (PNUE) lance le processus de négociation, malgré l'absence de consensus sur la gravité du problème et ses possibles solutions. Les principaux producteurs de CFC s'engagent dans la Convention de Vienne (1985), puis le Protocole de Montréal (1987), visant à approfondir les recherches scientifiques et réduire puis éliminer les substances qui appauvrissent la couche d'ozone.
Ces conventions ont ainsi été signées avant que le lien entre l'appauvrissement de la couche d'ozone et les CFC ne soit établi avec certitude. La preuve directe de l'action des activités humaines sur le trou dans la couche d'ozone a par la suite été fournie en 2018.

### Rejets du recours au principe de précaution
- Plusieurs actions en justice ont été intentées au CERN en questionnant la sécurité des collisions de particules du LHC. Motivée par l'hypothèse de la formation d'un trou noir constituant une menace pour l'homme, elles ont été rejetées en raison de son caractère trop spéculatif et peu plausible.

### Faux positifs et faux négatifs
Un faux positif désigne une situation où le principe de précaution a amené à prendre des mesures là où les études ultérieures ont conclu qu'il n'y avait pas de risque à prévenir. À l'inverse, un faux négatif désigne une situation où des alertes précoces ont été levées concernant un risque ultérieurement avéré, mais où aucune mesure de précaution n'a été prise. Le principe de précaution s'exerçant dans un contexte d'incertitude scientifique, les faux positifs et les faux négatifs sont un risque directement associé à son application.
Les faux positifs ont généralement des conséquences de plus court terme que les faux négatifs et affectent un plus petit nombre d'acteurs. Elles sont essentiellement de nature économiques et dues à la régulation excessive de risques mineurs ou inexistants. Les détracteurs du principe du précaution évoquent aussi la perte des bénéfices humains et environnementaux des activités concernées.
Les faux négatifs ont des conséquences significatives, à la fois économiquement et socialement. Ils peuvent trouver différentes explications :
- Les stratégies défensives des industries, recrutant des scientifiques pour nier les risques ou semer le doute, y compris dans la communauté scientifique[51],[53],[54],[55],[56] ;
- Un souci de cohérence avec la pratique scientifique et judiciaire, dans lesquelles on cherche souvent à minimiser les faux positifs[51],[57] ;
- La sous-estimation des risques : il est difficile d'identifier tous les risques, et les risques non identifiés sont généralement considérés comme nuls[51],[57] ;
- Une stratégie défensive des institutions, soucieuses de ne pas alarmer l'opinion publique ou d'être contestées par les intérêts économiques[51],[58].

L'Agence européenne pour l'environnement a établi une liste de 88 faux positifs allégués et a conclu que, parmi ceux-ci, seuls quatre situations étaient réellement des faux positifs. Elle conclut que « la crainte de faux positifs ne devrait pas être une raison d'éviter des mesures de précaution, le cas échéant ». Selon elle, « Les faux positifs sont peu nombreux par rapport aux faux négatifs et des mesures de précaution soigneusement conçues peuvent stimuler l’innovation [scientifique, réglementaire et technologique], même si le risque n’est ni réel ni aussi sérieux qu’on le craignait au départ ».

### Application en France
Le principe de précaution est évoqué dans les jugements à propos de démontage d'antenne-relais,.

### Autres pays
Le principe de précaution est reconnu en Belgique, aux Pays-Bas, en Allemagne et en Suède. En Allemagne, on considère que l'art. 20 de la Loi fondamentale y fait référence, sans toutefois l'énoncer de façon explicite (« assumant ainsi également sa responsabilité pour les générations futures, l'État protège les fondements naturels de la vie »). Au Brésil, l'art. 225 de la Constitution de 1988 y fait implicitement référence. À part la France, l'Allemagne et le Brésil, aucun État n'a donné à ce principe un rang constitutionnel.

## Approches alternatives des risques concernés par le principe de précaution

### Théorie du risque et principe de précaution
Le principe de précaution « consiste essentiellement à responsabiliser l'individu au défaut d'anticiper et de prévenir des risques qui restent impossibles à vérifier dans le présent, mais dont la réalisation future est susceptible d'entraîner un préjudice sérieux et généralisé ».
Dans de nombreux secteurs d'activité (banque, assurance, industrie, etc.), la théorie du risque est largement utilisée pour gérer des situations aléatoires (retour d'un investissement, probabilité historique d'un événement par exemple). Or, le principe de précaution trouve sa justification dans des situations d'incertitude scientifique et de dommages potentiellement irréversibles. Il y a donc deux différences fondamentales entre les applications classiques de la théorie du risque et le champ d'application du principe de précaution :
1. Le principe de précaution correspond typiquement à des événements que l'on ne peut pas probabiliser,
2. les conséquences de ces événements potentiels peuvent être très importantes (par opposition au risque de banqueroute d'une entreprise par exemple). Les atteintes à la santé ou pour la vie humaine, ou encore pour l'environnement, en général, sont en effet souvent considérées comme bien plus graves que les risques économiques.

En conséquence, l'application de la théorie du risque semble compromise dans une approche de précaution. Il existe de nombreux travaux de recherche (voir Treich ou Gollier par exemple) justifiant l'utilisation du principe de précaution en utilisant des systèmes de décisions dynamiques où la valeur de l'information arrivant avec le temps et le retour d'expérience, à supposer qu'on laisse la possibilité d'expérience, permet de préciser la connaissance et les probabilités. Ils tentent ainsi de prouver que le principe de précaution est aussi un principe de la flexibilité, où il existe parfois de la valeur dans le fait d'attendre de l'information (scientifique et pratique) pour agir ou prendre des mesures.

### Principe de précaution et progrès scientifique
Le principe de précaution est souvent critiqué comme un principe qui s'oppose, par définition, au progrès scientifique : c'est la position, par exemple, du rapport Attali de 2008 « pour la libération de la croissance française ». S'il est vrai que certains justifient le principe de précaution comme un moyen de s'abstenir dans le doute, ce qui conduit à cette objection de la part des opposants au principe de précaution, il n'en reste pas moins vrai que le principe de précaution s'appuie sur le progrès scientifique pour décider des actions à prendre et de la marche à suivre. Le protocole de Kyoto par exemple, a été très largement écrit à partir des conclusions d'un groupe d'experts, le GIEC, sélectionnés pour leur diversité d'opinions, de compétences, et de pays d'origine. L'IPCC continue son travail aujourd'hui, afin d'améliorer continûment les connaissances sur les mécanismes de changement du climat. Ainsi, la précaution aurait tendance — dans ce cas précis au moins — à tirer la connaissance et le progrès scientifique.
On entrevoit bien sûr le besoin d'une recherche objective et aussi contradictoire et pluridisciplinaire que possible, afin d'assurer une légitimité et une force aux conclusions de l'organe de recherche. Sans cette exigence d'exhaustivité et de prise en compte des opinions minoritaires, il y a de fortes chances que la recherche devienne partisane ou au moins biaisée et mal acceptée par le politique et la population. Reste le problème récurrent des opinions minoritaires. Si la science n'a pas pour vocation d'entretenir la polémique, il est cependant nécessaire de faire entrer les opinions minoritaires particulièrement dans une situation d'incertitude, tant que le consensus n'est pas total ou quasi total entre les scientifiques. La règle souvent retenue (voir par exemple Kourilsky) est qu'une opinion, même minoritaire, fondée sur une démarche majoritairement reconnue comme valable doit être retenue.
Reprenant l'idée de Hans Jonas selon laquelle un gouvernement de « sages » semblerait être une alternative au régime de l'intérêt propre à la démocratie, et interdisant une remise en question du luxe occidental, Jean-Christophe Mathias prône la mise en place d'une élite morale ayant une vocation représentative de la vertu républicaine, avec un pouvoir de veto sur les décisions politiques, afin de mettre un terme à la boulimie techniciste qui caractérise l'Occident contemporain.

#### Sur les concepts
- Bioéthique
- Éthique de l'environnement
- Principe d'innovation
- Principe de prudence
- Responsabilité

#### Sur les risques et l'attitude face aux incertitudes
- Aversion au risque
- Aversion à l'incertitude
- Biais de statu quo
- Catastrophe
- Faux positif
- Innovation
- Phobie
- Résistance au changement
- Surdiagnostic

#### Aspects juridiques
- Comité de la prévention et de la précaution (France)
- Droit de l'environnement

### Ressources audiovisuelles
- « L'esprit d'aventure et le principe de précaution en sciences et en arts » Enregistrement des 24 interventions du colloque international organisé par l'Académie royale de Belgique, du 15 au 18 septembre 2010, avec André Aurengo, Bernard Baertschi, Jean Bricmont, Vincent Courtillot, Jean de Kervasdoué, Jacques Fraix, Hervé Hasquin, Jean-Pierre Hansen[Lequel ?], Gérard Jorland, Philippe Kourilsky, Pierre-Étienne Labeau, Dominique Lecourt, Anne-Marie Le Pourhiet, Hervé Le Treut, Paul Magnette, Marcel Mazoyer, Jean-Noël Missa, Jacques Percebois, Georges Pichot, Marie-Hélène Popelard, Marc Preumont, Jacques Van Helden, Marc Van Montagu et François Walter[Lequel ?].